# Cladonia paeminosa
Cladonia paeminosa är en lavart som beskrevs av A. W. Archer. Cladonia paeminosa ingår i släktet Cladonia och familjen Cladoniaceae.   Inga underarter finns listade i Catalogue of Life.